# Synagogenzentrum Potsdam

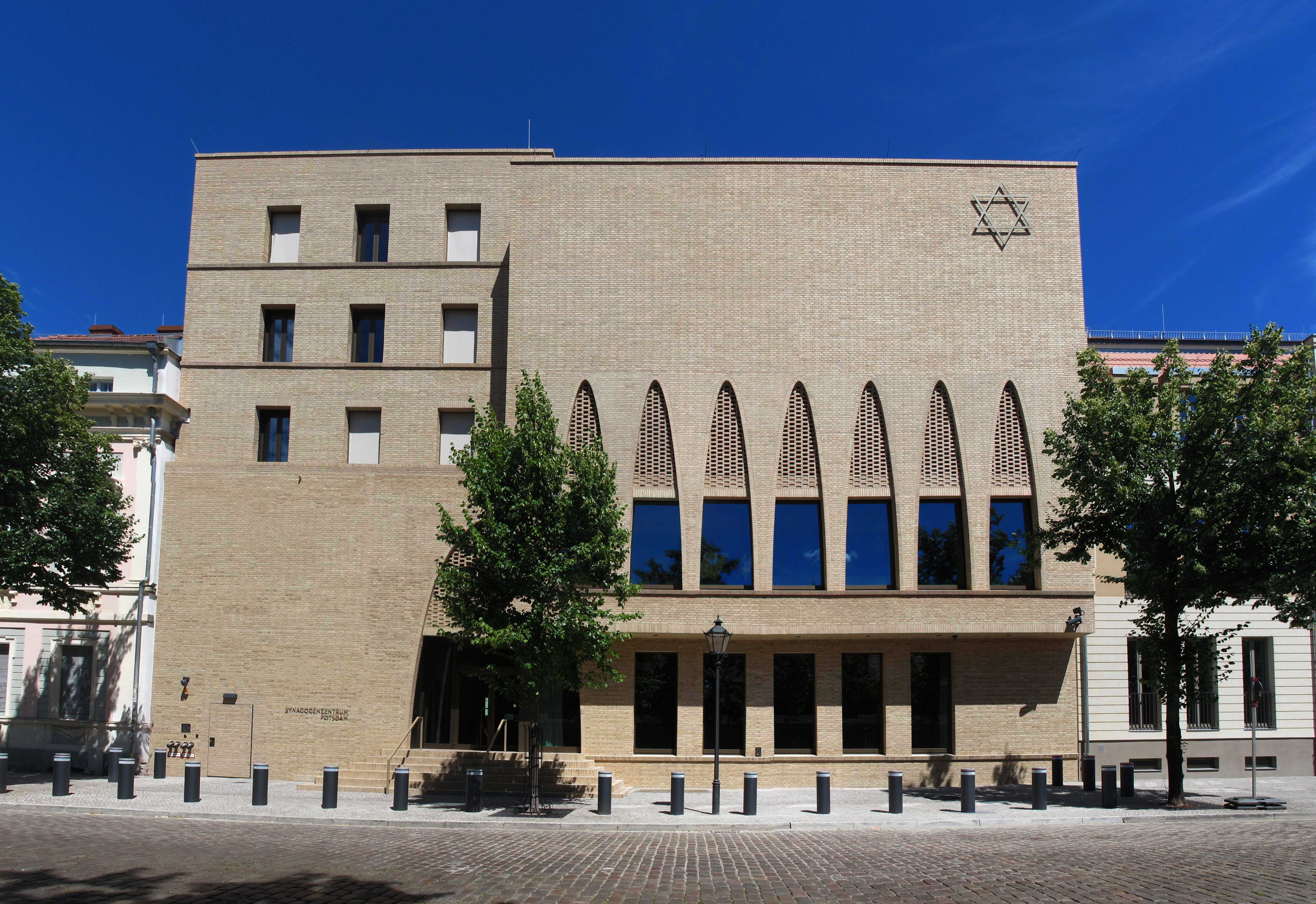
Synagogenzentrum Potsdam, 2024

Das Synagogenzentrum Potsdam ist ein Bauwerk in der Innenstadt von Potsdam für die lokalen jüdischen Gemeinden. Es befindet sich in der Schloßstraße 8, gegenüber dem Filmmuseum. Die Synagoge ist nach der im August 2021 eröffneten Kleinen Synagoge des Europäischen Zentrums Jüdischer Gelehrsamkeit an der Universität am Neuen Palais, das zweite neue jüdische Gotteshaus in Brandenburgs Landeshauptstadt seit der Shoa.

## Vorgeschichte

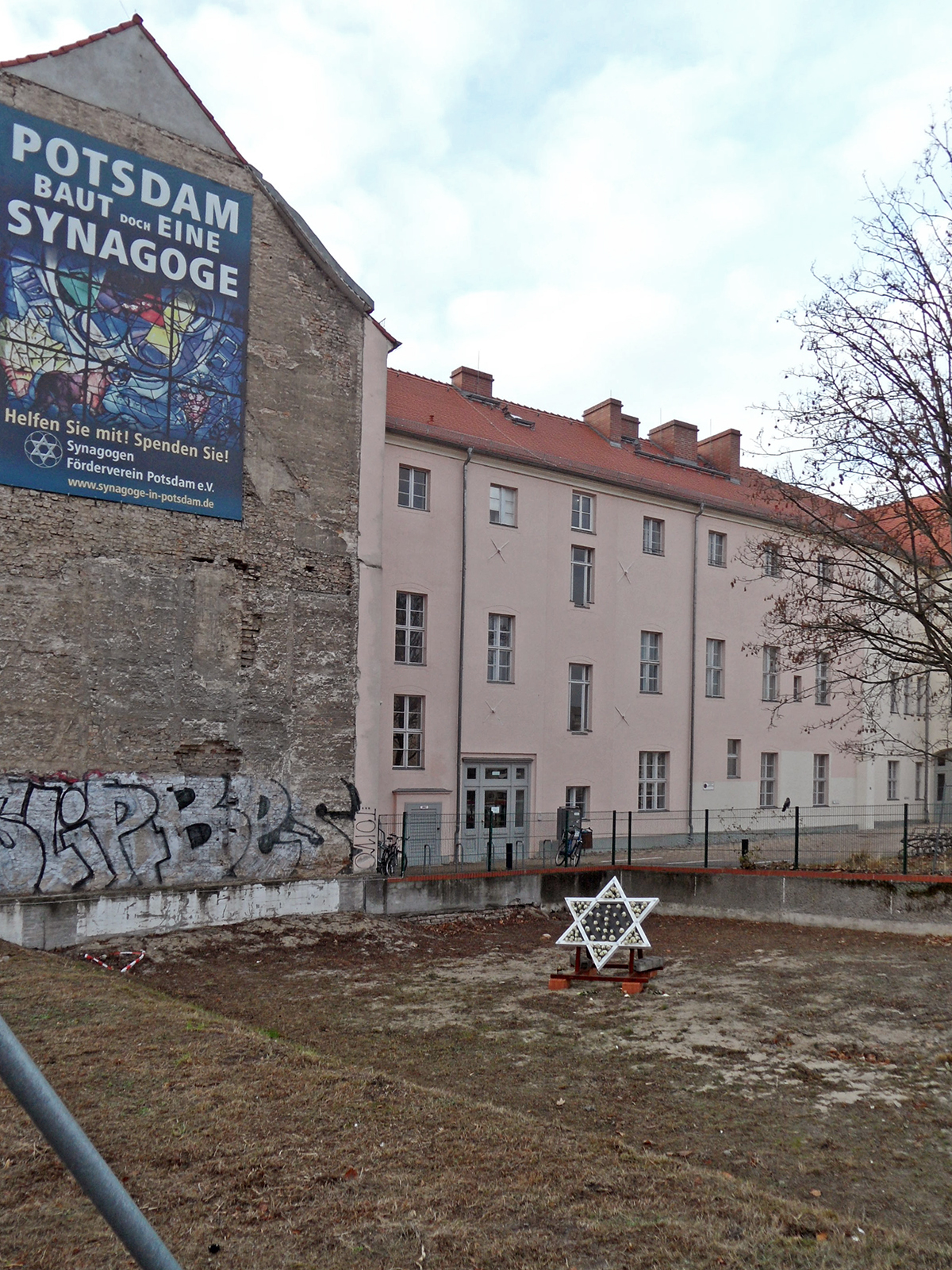
Das frei geräumte Grundstück an der Potsdamer Schlossstraße, Dezember 2018

Das Land Brandenburg stellte für den Bau der Synagoge das Grundstück zur Verfügung, auf dem zwischen 1971 und 2011 ein Bürogebäude der Potsdamer Wasserwirtschaft stand und das seitdem brach lag.
Der eigens gegründete Bauverein Neue Synagoge Potsdam e.V. veranschlagte ursprünglich Kosten in Höhe von fünf Millionen Euro für den Bau. Um die zügige Realisierung zu ermöglichen, war ursprünglich vorgesehen, dass das Land die Maßnahme vorfinanziert, Bau und Betrieb der Synagoge sollten letztlich jedoch durch Spenden und Eigenmittel des Bauvereins bzw. einer Trägerstiftung getragen werden. Später wurde beschlossen, die Errichtung des Gebäudes als Landesbaumaßnahme zu realisieren.
Ein EU-weiter Architekturwettbewerb für einen Synagogenneubau und ein sich anschließendes Gemeindezentrum fand zwischen Oktober 2008 und September 2010 statt. Über 150 Architekturbüros beteiligten sich mit Entwürfen für eine neue Synagoge. Nach einer ersten Auswahl blieben 30 Büros übrig, von denen sich 26 mit konkreten Plänen und Visualisierungen beteiligt haben. Aus diesen 26 Entwürfen ermittelte die Jury drei Preisträger und drei Ankäufe. Nach der Empfehlung des Preisgerichts dient der 2009 mit dem 1. Preis ausgezeichnete Entwurf des Berliner Architekturbüros Haberland als Grundlage für eine Bauplanung. Am 1. Oktober 2010 wurde für den überarbeiteten Entwurf die Baugenehmigung erteilt.
Das Gebäude stand bei der Planung vor der Herausforderung, sich in den historisch sensiblen Stadtraum zwischen Neuem und Altem Markt einzufügen. Ursprünglich sollte es bis zum 14. April 2012 fertiggestellt sein, dem 20. Jahrestag der Brandenburgischen Verfassung. Allerdings konnte mit dem Bau nicht begonnen werden, da die beteiligten jüdischen Gemeinden dem vorgelegten Bauentwurf nicht zuzustimmen vermochten, so dass die Landesregierung 2011 einen Projektstopp verhängte. Die Gegner des Architektenentwurfs gründeten 2012 die Synagogengemeinde Potsdam, die an den weiteren Gesprächen mitwirkte. In der Folge fanden jahrelange Aushandlungsprozesse statt.

## Baubeginn im November 2021
Am 21. Juni 2021 schloss die Ministerin für Wissenschaft, Forschung und Kultur, Manja Schüle, eine Vereinbarung mit der Zentralwohlfahrtsstelle der Juden in Deutschland (ZWSt.), nach der die ZWSt. als religionsgemeinschaftlicher Partner die weiteren Planungen und die Bauausführung begleitet und nach der Fertigstellung das Zentrum für drei Jahre betreibt. Brandenburgs Ministerpräsident Dietmar Woidke, Ministerin Manja Schüle, der Präsident des Zentralrats der Juden in Deutschland, Josef Schuster, der Präsident der ZWST und Vizepräsident des Zentralrats der Juden in Deutschland, Abraham Lehrer sowie Oberbürgermeister Mike Schubert legten am 8. November 2021 den Grundstein. Die Bauarbeiten wurden im Frühjahr 2024 abgeschlossen und das Gebäude am 28. Mai 2024 an die ZWSt. übergeben, die es für drei Jahre betreibt und die Ermöglichung der Nutzung durch die beteiligten jüdischen Ortsgemeinden sicherstellt. Am 4. Juli 2024 wurde das Synagogenzentrum, u. a. mit der Teilnahme von Bundespräsident Frank-Walter Steinmeier, feierlich eingeweiht. Die Baukosten stiegen aufgrund der hohen Inflation und knapper Materialien sowie gestiegener Sicherheitsanforderungen von ursprünglich angestrebten 13,7 Millionen auf 17,5 Millionen Euro.

## Geschichte der Synagoge Potsdam
Potsdams Alte Synagoge an der Ostseite des Wilhelmplatzes (seit den 1950er Jahren Platz der Einheit) wurde am 17. Juni 1903 eingeweiht. Ihr voran gingen 1760 die Anmietung von Räumlichkeiten für die jüdische Gemeinde in Potsdam beim Schuster Schultze. Als dieser Ort zu klein wurde begannen 1766 Initiativen, eine größere Gemeindestätte zu finden. Diese befand sich in Potsdam in der Plantage Nr. 1 (am späteren Wilhelmsplatz). Das war das Haus des Gemeindemitglieds Moses Lippmann. Bereits 1767 konnte das Haus eingeweiht werden. Nach einem erneuten Um- und Erweiterungsbau stand dieses Gotteshaus 1802 der Gemeinde wieder zur Verfügung. Dieses Bauwerk war 1885 so stark baufällig, dass ein Neubau errichtet werden musste. Die Pläne im Stil des Neobarock lieferte der Architekt Otto Kerwien, die vom Kaiser Wilhelm II. im Jahr 1901 genehmigt wurden. In den Herbstwochen 1900 wurde mit dem Abbruch der alten Synagoge, nach einem feierlichen Gottesdienst, begonnen. Der Neubau wurde daraufhin ab Frühjahr 1901 errichtet, am 20. Februar 1903 konnte der Schlussstein gesetzt werden. Nach dem Einbau der Orgel wurde sie am 17. Juni 1903 feierlich ihrer Bestimmung übergeben. Diese Synagoge bot 154 Sitzplätze für männliche und 162 Sitzplätze für weibliche Gemeindemitglieder. Die Orgel wurde vom Organisten der Nikolaikirche bei den Gottesdiensten gespielt. Das Gotteshaus wurde während des Novemberpogroms 1938 stark beschädigt und im April 1945 bei einem Luftangriff nahezu völlig zerstört. Die Ruine wurde 1957 zugunsten von Wohnbebauung abgerissen.